# Georgi Kryjitski
Georgi Konstantinovich Kryjitski (20 avril 1895, Saint-Pétersbourg, Empire russe - 1975, Moscou, URSS) est un metteur en scène russe et soviétique, critique, expert en théâtre et enseignant, auteur de livres et manuels sur l'art théâtral.

## Biographie
Georgi Kryzhitsky naît le 20 avril 1895 à Saint-Pétersbourg dans la famille de l'artiste Constantin Yakovlevich Kryjitski.
De 1905 à 1912, il étudie à la Sankt-Petri-Schule. Après ses études, il entre à la faculté de philologie de l'université de Saint-Pétersbourg. En 1917, il est transféré dans une faculté similaire de l'université de Kiev.
Après avoir obtenu son diplôme de l'université de Kiev en 1919, il travaille comme chef du répertoire du Comité de théâtre panukrainien de Kiev. En 1920, il devient chef du secteur théâtre du Comité provincial de l'éducation d'Odessa. Au début des années 1920, Georgi Kryzhitsky travaille comme metteur en scène aux théâtres Le Flambeau rouge et Terevsat, et au Théâtre d'État d'opéra comique Koté Mardjanichvili (ou Mardjanov).
En 1921, Georgi Kryjitski, Grigori Kozintsev, Leonid Trauberg et Ioutkevitch publient le manifeste Eccentricity, qui est devenu la plate-forme théorique de la Fabrique de l'acteur excentrique (FEKS).
Dans les années 1924-1928, Georgi Kryzhitsky travaille au Théâtre du miroir tordu (ru) de Petrograd. En 1928, il fonde le théâtre de marionnettes de Leningrad.
En 1933, il est arrêté dans « l'affaire des homosexuels de Leningrad », accusé d'« activité contre-révolutionnaire » et d'espionnage. En 1934, il est condamné à dix ans de prison.
De 1938 à 1943, il est directeur artistique et directeur en chef du théâtre dramatique d'État Mari à Iochkar-Ola. Sur cette scène, il met en scène Innocents coupables (Без вины виноватые) d'Alexandre N. Ostrovski et La Cerisaie d'Anton Tchekhov. En 1942, il est l'un des fondateurs du Théâtre républicain de marionnettes. Fin 1944, il dirige le théâtre dramatique Kirov où il met en scène la pièce de Vladimir Soloviov (ru) Le Grand Souverain, la comédie de William Shakespeare La Mégère apprivoisée et le drame de John Boynton Priestley Un inspecteur vous demande. Au Kirov Puppet Theatre, il dirige Don Quichotte de Cervantes et Les Voyages de Gulliver de Jonathan Swift. En 1946, après une tournée réussie à Leningrad, la mention de première catégorie est attribuée au Kirov Drama Theatre.
En 1949-1956, Georgi Kryzhitsky est directeur artistique et prodigue des cours de théâtre par correspondance à la Maison panrusse des arts populaires (VDNT) nommée d'après N. Kroupskaïa.
Les années suivantes, Georgi Kryzhitsky se consacre à la critique théâtrale et écrit des dizaines de livres et de brochures sur des personnalités de théâtre exceptionnelles et leurs productions dans la première moitié du XXe siècle.
Il meurt en 1975 à Moscou.